# Dubai City Tower
La Dubai City Tower o Torre de la Ciudad de Dubái, también conocida como la Dubai Vertical City o Ciudad Vertical de Dubái, es un rascacielos propuesto el 25 de agosto de 2008. El rascacielos fue diseñado con 2.400 metros de altura. Creado por un arquitecto para mostrar posibles tecnologías futuras, es el tercer rascacielos más alto planeado, después del X-Seed 4000 (4.000 m) y el Ultima Tower (3.218 m). El Dubai City Tower iba a ser mucho más alto que cualquier estructura hecha por el hombre hasta ahora, casi tres veces la altura del Burj Khalifa y casi siete veces más alto que el Edificio Empire State.
El diseño tiene 400 plantas, con un tren bala vertical (con una velocidad de 200 km/h) que actuaría como el ascensor principal. El diseño está inspirado en la Torre Eiffel para ocuparse mejor del viento masivo a gran altura. Tiene un núcleo central con 6 edificios exteriores que están conectados al núcleo central cada 100 pisos.

El Dubai City Tower tenía previsto consumir 37.000 MWh de electricidad al año, con un uso máximo de 15 MV. La energía sería mayoritariamente suplida por la luz solar, térmico, y diferentes fuentes de viento.